# Periclimenella petitthouarsii
Periclimenella petitthouarsii is een garnalensoort uit de familie van de Palaemonidae. De wetenschappelijke naam van de soort is voor het eerst geldig gepubliceerd in 1826 door Audouin.